# تیلورزویل (اوهایو)
تیلورزویل (به انگلیسی: Taylorsville) یک منطقهٔ مسکونی در ایالات متحده آمریکا است که در اوهایو واقع شده‌است. تیلورزویل ۳۳۸٫۰۳ متر بالاتر از سطح دریا واقع شده‌است.